# WSK M21W2 Kobuz
 WSK 175 Kobuz – polski motocykl, którego produkcję rozpoczęto w 1974 pierwsze Kobuzy miały bardziej zaokrąglony zbiornik paliwa, silnik typ 059 lub 060 (W2B) 4-biegowy (tzw. czwórka), metalową lampę tylną zapożyczoną od motocykla SHL M17 Gazela, osłony boczne starego typu, tak jak WSK M06B3. 
Na początku produkcji motocykl różnił się od modelu M21W2 tylko w kilku szczegółach. Pierwsze silniki posiadały instalację 12V (dwa akumulatory 6V 10 Ah spięte szeregowo), potem nastąpiła zmiana na instalację 6V (akumulator 6V 10 Ah). W modelu z instalacją 6V światło przednie główne zostało 12 V, gdyż jest zasilane bezpośrednio z prądnicy.
W 1974 r, po wstępnej eksploatacji, wprowadzono zmianę (zwiększenie – oprócz biegu 4) w przełożeniach na poszczególnych biegach. 
1. bieg I   z 2,93 na 3,24
2. bieg II  z 1,79 na 2,18
3. bieg III z 1,35 na 1,49
4. bieg IV pozostał bezpośredni (przełożenie =1)[1].

Przyczyną zmiany było nadmierne zużycie okładzin sprzęgła podczas ruszania z nominalnym obciążeniem 160 kg. 
W 1976 wprowadzono zmiany m.in.:
- zbiornik paliwa o nowym kształcie
- osłony boczne o nowym kształcie
- kierunkowskazy
- podwyższona szersza kierownica
- zmiany emblematów kolejno:

1. WSK przykręcane,
2. WSK przyklejane,
3. PZL przyklejane.

Następne modernizacja nastąpiła w 1981. Wówczas motocykl został wyposażony w płaski zbiornik paliwa, tylną lampę o nowym kształcie, nowe kwadratowe błotniki.
Kobuzy były malowane w zestawieniach kolorów:
- pomarańczowy z szarymi błotnikami
- czarny z szarymi błotnikami
- cały czarny
- czerwony z szarymi błotnikami

W 1985 z taśmy produkcyjnej zjechał ostatni Kobuz.